# Cyclosa mavaca
Cyclosa mavaca là một loài nhện trong họ Araneidae.
Loài này thuộc chi Cyclosa. Cyclosa mavaca được Herbert Walter Levi miêu tả năm 1999.